# Oliva bulbare
L'Oliva bulbare è una massa di sostanza grigia di forma ovoidale situata superiormente al cordone laterale del midollo allungato costituita da numerosi neuroni.
Gli assoni dei neuroni dell'Oliva sono fondamentali per contribuire alla connessione tra il midollo allungato ed il cervelletto (connessione che avviene tra i due ad opera del primo paio di peduncoli cerebellari).